# Morillon (Haute-Savoie)
Pour les articles homonymes, voir Morillon.
Morillon est une  commune française de Haute-Savoie (région Auvergne-Rhône-Alpes), station touristique d'hiver et d'été.

## Géographie

### Localisation
Située à 700 m d'altitude, la station dispose d'un lac et de remontées mécaniques permettant d'accéder à des zones situées à 2 100 m d'altitude.
Faisant partie du Grand Massif (avec Flaine, Les Carroz d'Arâches, Samoëns et Sixt-Fer-à-Cheval), 265 kilomètres de pistes sont accessibles au départ de Morillon village ou du plateau des Esserts.
Les Esserts est un site piéton à 1 100 m d'altitude où se regroupent la plupart des logements ainsi que les principales remontées mécaniques.

### Communes limitrophes
Les communes limitrophes sont  Arâches-la-Frasse, La Rivière-Enverse, Samoëns et Verchaix.

## Urbanisme

### Typologie
Au 1er janvier 2024, Morillon est catégorisée bourg rural, selon la nouvelle grille communale de densité à sept niveaux définie par l'Insee en 2022.
Elle appartient à l'unité urbaine de Samoëns, une agglomération intra-départementale regroupant trois  communes, dont elle est une commune de la banlieue,,. La commune est en outre hors attraction des villes,.

### Occupation des sols
L'occupation des sols de la commune, telle qu'elle ressort de la base de données européenne d’occupation biophysique des sols Corine Land Cover (CLC), est marquée par l'importance des forêts et milieux semi-naturels (82 % en 2018), une proportion identique à celle de 1990 (82 %). La répartition détaillée en 2018 est la suivante : 
forêts (67,4 %), milieux à végétation arbustive et/ou herbacée (12,8 %), prairies (7,1 %), zones agricoles hétérogènes (5,5 %), zones urbanisées (4,3 %), espaces ouverts, sans ou avec peu de végétation (1,8 %), terres arables (1,1 %).
L'IGN met par ailleurs à disposition un outil en ligne permettant de comparer l’évolution dans le temps de l’occupation des sols de la commune (ou de territoires à des échelles différentes). Plusieurs époques sont accessibles sous forme de cartes ou photos aériennes : la carte de Cassini (XVIIIe siècle), la carte d'état-major (1820-1866) et la période actuelle (1950 à aujourd'hui).

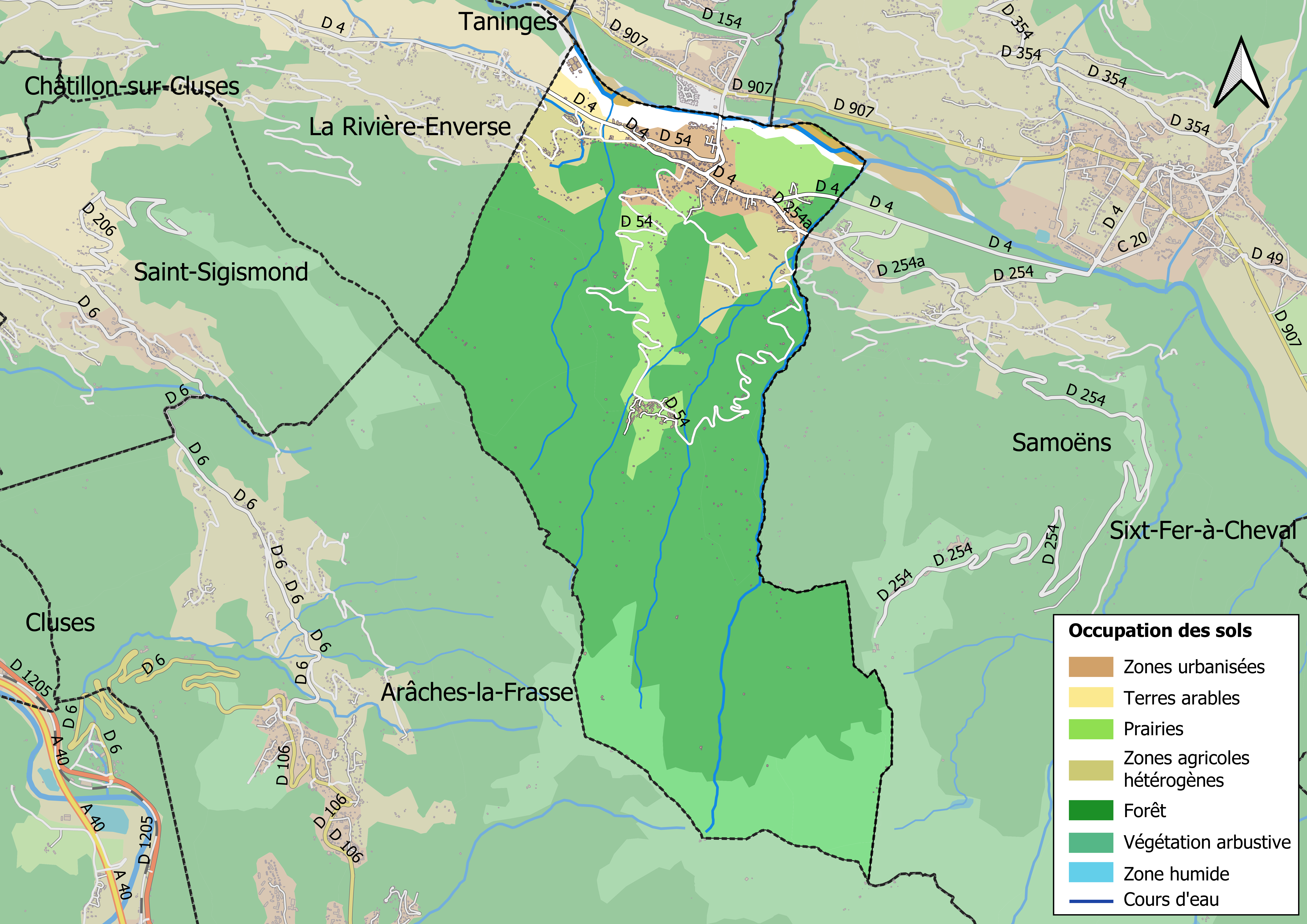
Carte des infrastructures et de l'occupation des sols en 2018 (CLC) de la commune.
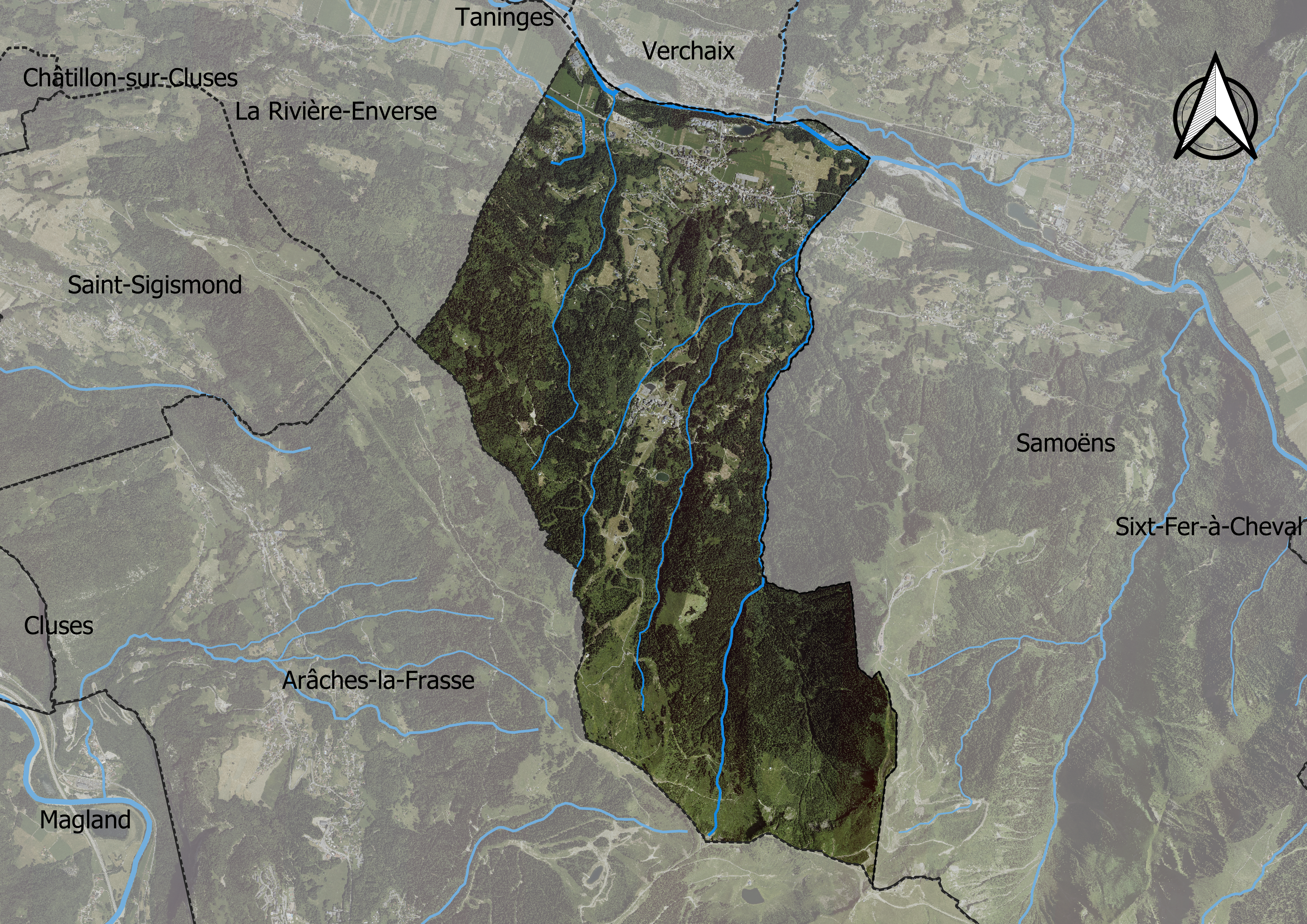
Carte orthophotogrammétrique de la commune.

## Toponymie
En francoprovençal, le nom de la commune s'écrit Morlyan, selon la graphie de Conflans.

## Histoire
Lors des débats sur l'avenir du duché de Savoie, en 1860, la population est sensible à l'idée d'une union de la partie nord du duché à la Suisse. Une pétition circule dans cette partie du pays (Chablais, Faucigny, Nord du Genevois) et réunit plus de 13 600 signatures, dont 73 pour la commune,. Le duché est réuni à la suite d'un plébiscite organisé les 22 et 23 avril 1860 où 99,8 % des Savoyards répondent « oui » à la question « La Savoie veut-elle être réunie à la France ? ».

## Politique et administration

### Administration

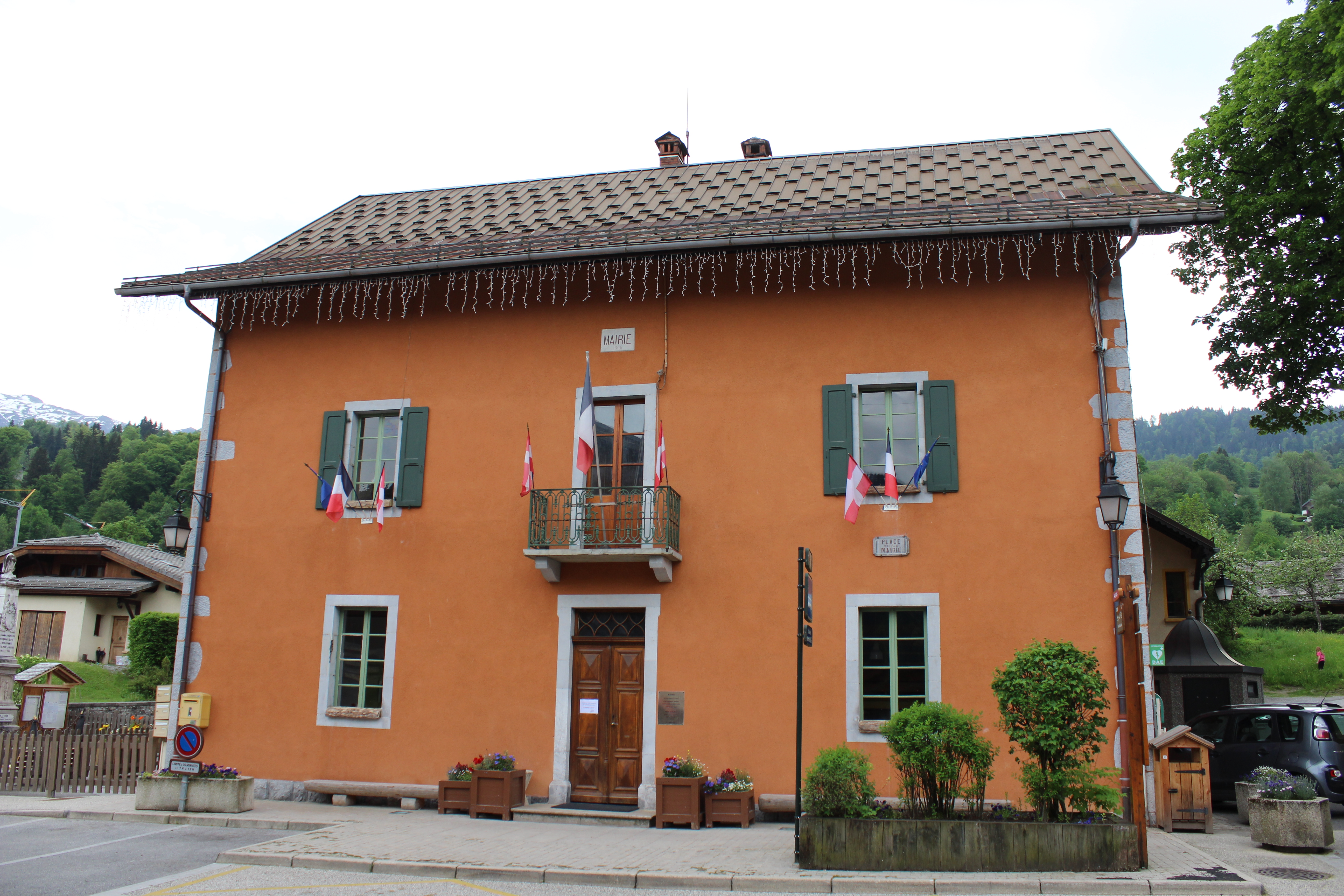
Mairie de Morillon.

| Période  | Période                      | Identité             | Étiquette | Qualité                                        |
| -------- | ---------------------------- | -------------------- | --------- | ---------------------------------------------- |
| 1995     | 2001                         | Alain Dénériaz       | ...       | Menuisier-charpentier, père d'Antoine Dénériaz |
| 2001     | 2008                         | Alain Cella          | ...       | Artisan électricien                            |
| 2008     | 2020                         | Alain Dénériaz       | …         | Menuisier-charpentier, père d'Antoine Dénériaz |
| mai 2020 | En cours (au septembre 2020) | Simon Beerens-Bettex | Horizons  | Doctorant en droit public                      |

### Jumelage
- Riec-sur-Bélon, département du Finistère (France)

## Démographie
L'évolution du nombre d'habitants est connue à travers les recensements de la population effectués dans la commune depuis 1793. Pour les communes de moins de 10 000 habitants, une enquête de recensement portant sur toute la population est réalisée tous les cinq ans, les populations de référence des années intermédiaires étant quant à elles estimées par interpolation ou extrapolation. Pour la commune, le premier recensement exhaustif entrant dans le cadre du nouveau dispositif a été réalisé en 2008.

En 2022, la commune comptait 694 habitants, en évolution de +7,26 % par rapport à 2016 (Haute-Savoie : +6,01 %, France hors Mayotte : +2,11 %).
| 1793 | 1800 | 1806 | 1822 | 1838 | 1848 | 1858 | 1861 | 1866 |
| ---- | ---- | ---- | ---- | ---- | ---- | ---- | ---- | ---- |
| 795  | 830  | 845  | 834  | 831  | 878  | 742  | 705  | 732  |

| 1872 | 1876 | 1881 | 1886 | 1891 | 1896 | 1901 | 1906 | 1911 |
| ---- | ---- | ---- | ---- | ---- | ---- | ---- | ---- | ---- |
| 686  | 645  | 631  | 645  | 615  | 574  | 562  | 543  | 507  |

| 1921 | 1926 | 1931 | 1936 | 1946 | 1954 | 1962 | 1968 | 1975 |
| ---- | ---- | ---- | ---- | ---- | ---- | ---- | ---- | ---- |
| 503  | 428  | 388  | 395  | 395  | 339  | 281  | 287  | 307  |

| 1982 | 1990 | 1999 | 2006 | 2008 | 2013 | 2018 | 2022 | - |
| ---- | ---- | ---- | ---- | ---- | ---- | ---- | ---- | - |
| 300  | 428  | 498  | 533  | 542  | 658  | 678  | 694  | - |

## Économie

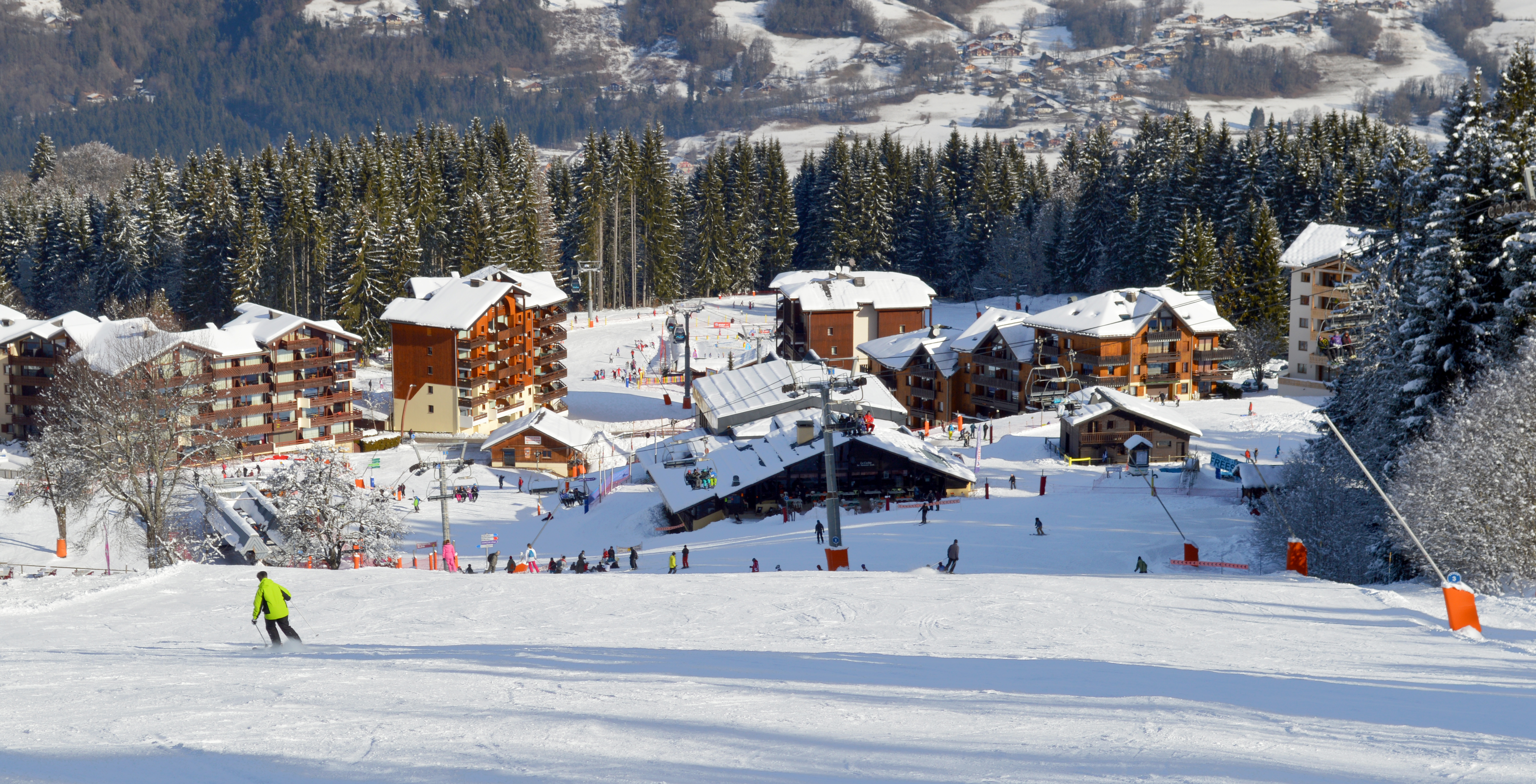
Vue des Esserts depuis les pistes, 2014.

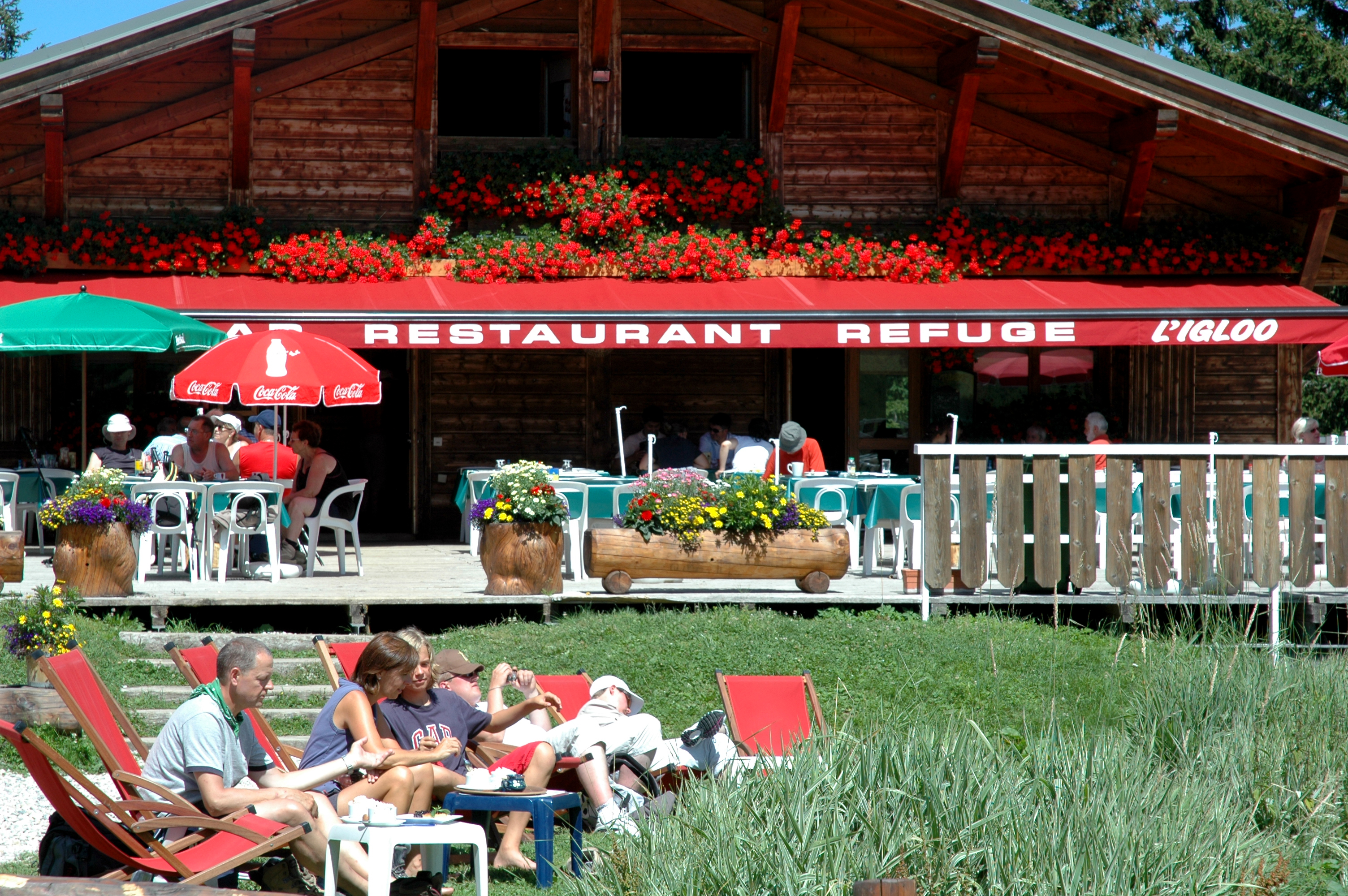
Restaurant-refuge dans la montagne, 2008.

La station vit principalement des activités qu'elle propose aux estivants (activités de plein air, baignade, randonnées pédestres et à cheval) et durant la saison de sports d'hiver (ski de fond, ski alpin, randonnées en raquettes, traîneau...). Un grand nombre d'habitants travaillent également dans la proche vallée industrielle de l'Arve.
Tourisme : La station de ski de Morillon est intégrée à l'ensemble du domaine skiable du Grand Massif, avec Sixt, Samoëns, Les Carroz d'Arâches et Flaine, soient 265 km de pistes et plus de 70 remontées mécaniques.
Les offices de tourisme de Morillon, Verchaix et Sixt-Fer-à-Cheval sont désormais regroupées au sein de l'office de tourisme intercommunal Haut-Giffre Tourisme

## Culture locale et patrimoine

### Lieux et monuments

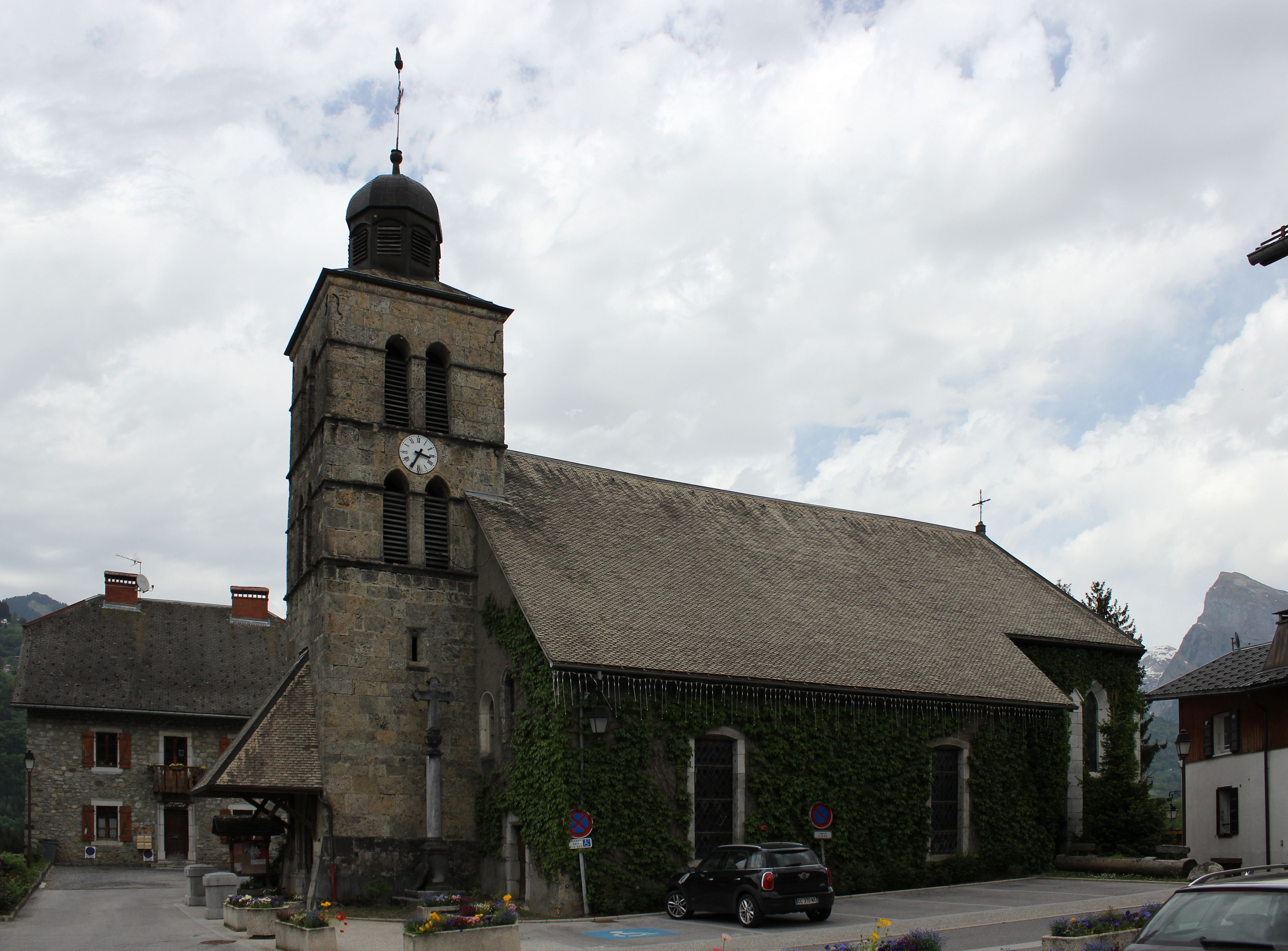
Église de Morillon.

- Église Saint-Christophe, clocher de XIIe siècle. Décors simples, 3 cloches. Une classé M.H., une Suisse, et une Paccard.

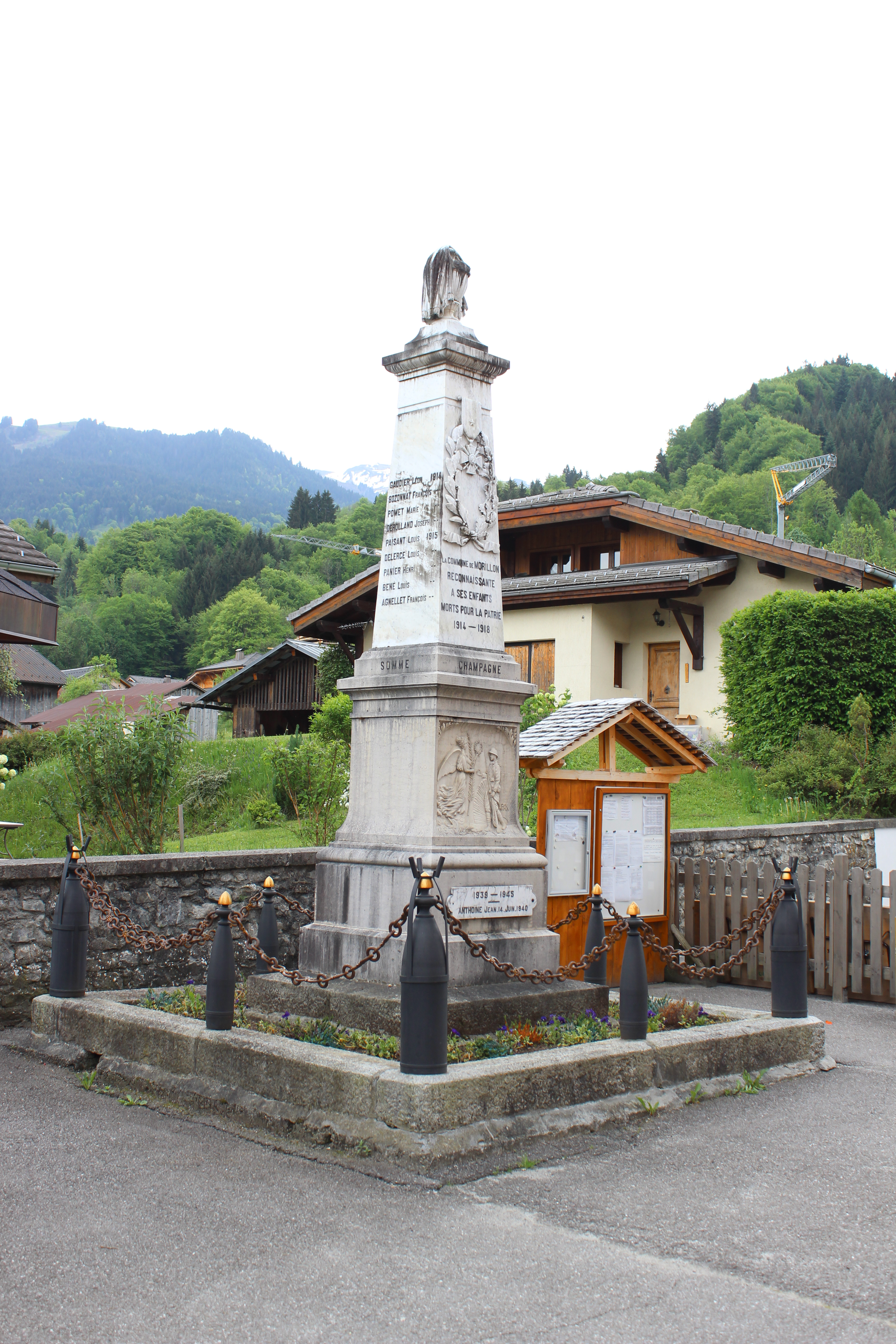
Monument aux morts.
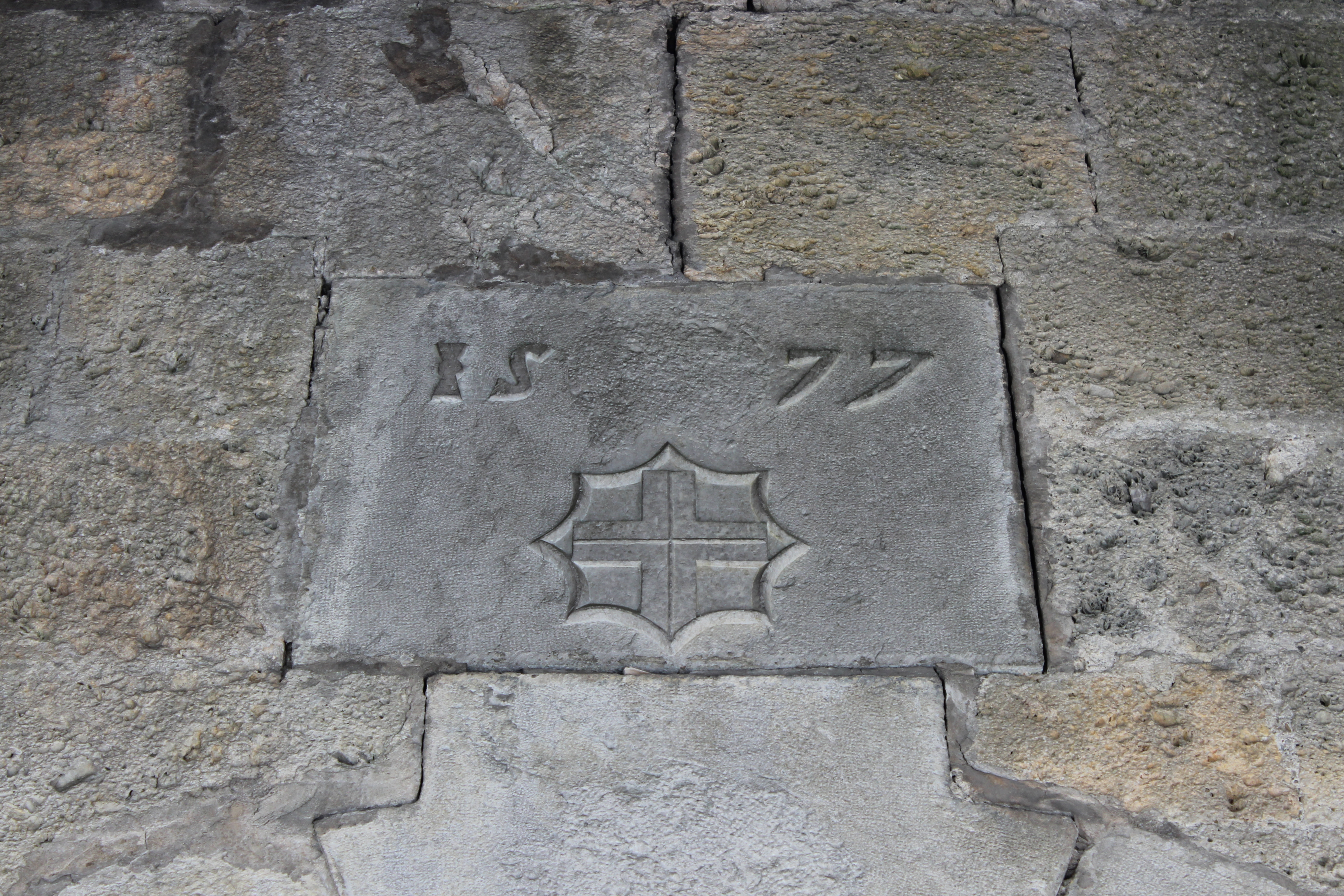
Pierre datée de 1577.

### Personnalités liées à la commune
- Antoine Dénériaz, né le 6 mars 1976 à Bonneville, champion olympique de descente en 2006, est originaire de la station.
- Philippe Verneret, né le 3 juillet 1962, double Champion de France de descente en 1979 et 1982, est originaire de la station.

### Héraldique
| Armes de Morillon | Les armes de Morillon se blasonnent ainsi : De gueules à la croix d'argent,cantonnée en I et IV d'une fleur d'edelweiss d'argent. - Variante : Fascé vivré de quatre pièces. |  |